# Alojz Baránik
Alojz Baránik (ur. 13 czerwca 1954) – słowacki prawnik i polityk, poseł do Rady Narodowej.

## Życiorys
W latach 1972–1973 studiował prawo na Uniwersytecie Karola. Przeniósł się następnie na Uniwersytet Komeńskiego w Bratysławie, którego absolwentem został w 1977. Przez kilka lat pracował jako prawnik w jednym z przedsiębiorstw. W 1982 wyjechał do Kanady, gdzie przez dziesięć lat był zatrudniony m.in. jako szofer i agent nieruchomości w Toronto. W 1992 został prawnikiem w praskim oddziale firmy Digital Equipment Corporation. W 1998 zaczął prowadzić prywatną praktykę adwokacką.
Zaangażował się w działalność polityczną w ramach partii Wolność i Solidarność. W wyborach parlamentarnych w 2016 z listy tego ugrupowania uzyskał mandat posła do Rady Narodowej. W 2020 z powodzeniem ubiegał się o reelekcję.